# Jesús Romeo Gorría
Jesús Romeo Gorría (Bilbao, 12 de setembre de 1916 - Madrid, 2 d'abril de 2001) fou un polític i empresari espanyol.

## Biografia
Va ser combatent voluntari en la Guerra Civil espanyola, en el bàndol nacional, on va aconseguir el grau de Tinent. Va estudiar Dret a la Universitat de Saragossa i va realitzar el Doctorat a Madrid.
Va ser successivament Cap del SEU en Navarra, lletrat del Consell d'Estat (1942), Sotssecretari de Treball (1957) i Ministre de Treball formant part del IX Govern nacional d'Espanya (1962-1965) durant la dictadura franquista, (1962-1969).
Més tard seria membre del Consell d'Administració d'Iberia (1970) i posteriorment en fou President (1974-1976). La seva presidència va tenir moments importants: incorporació a la flota dels dos primers Boeing 747 i conclusió del procés d'automatització del sistema d'emissió de passatges i reserves, a més es va procedir a la renovació dels avions de mig radi pels Boeing 727. Un dels problemes més importants als quals va haver de fer front van ser les operacions internacionals d'Iberia, en diversos països: Guinea Equatorial a través de LAGE (Línies Aèries de Guinea Equatorial), Perú a través de APSA (Aerolínies de Peú), República Dominicana a través de la Companyia Dominicana d'Aviació, i Panamà a través de Air Panamà. La seva última etapa va ser bastant negativa per a la companyia (Iberia va arribar a tenir 800 milions de pèrdues) per diversos motius: la pujada del carburant en 1973, i l'impacte que per a la imatge i els ingressos d'Iberia van tenir els boicots realitzats en diversos països europeus i Mèxic, a conseqüència de les execucions ordenades pel General Francisco Franco al setembre de 1975.